# Hurunui (rzeka)
Hurunui – rzeka w środkowej Nowej Zelandii.
Hurunui jest czwartą pod względem długości rzeką w regionie Canterbury.
Swój bieg zaczyna w Alpach Południowych. Przepływa przez jezioro Lake Sumner. Uchodzi do Oceanu Spokojnego. Rzeka ma powierzchnię zlewni wielkości 2670 km².
Rzeka posiada II i III klasę czystości wód. Jest popularna na spływy kajakowe i wędkarstwo.
Przy ujściu rzeki wprowadzono czawyczę.
Na rzece prowadzony jest projekt, mający na celu poprawę czystości wód oraz powstanie tamy.
Do Hurunui uchodzą: 
- Jollie Brook, Glenrae River oraz Mandamus River